# 布林山
46°34′35.9″N 8°16′51.6″E / 46.576639°N 8.281000°E

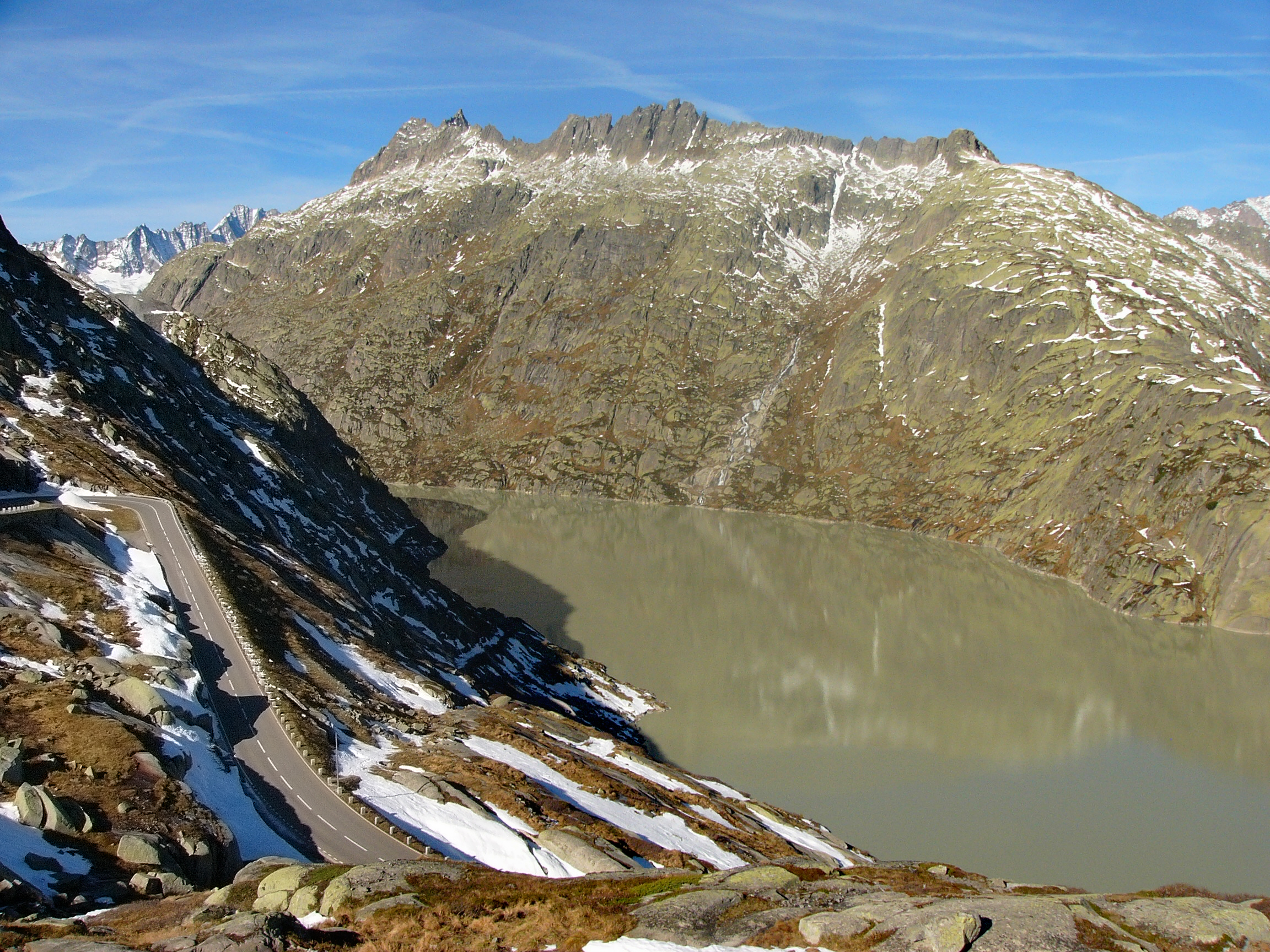

布林山（德語：Brünberg）是瑞士伯恩州的山峰，位於該國南部，由負責管轄，屬於伯尔尼山的一部分，海拔高度2,982米，每年平均降雨量2,465毫米。

## 外部連結
- Brünberg on Hikr （页面存档备份，存于）